# Constantine, Vaud
Constantine är en ort i kommunen Vully-les-Lacs i kantonen Vaud i Schweiz. Den ligger cirka 52,5 kilometer nordost om Lausanne. Orten har cirka 298 invånare (2020).
Orten var före den 1 juli 2011 en egen kommun, men slogs då samman med kommunerna Bellerive, Chabrey, Montmagny, Mur, Vallamand och Villars-le-Grand till den nya kommunen Vully-les-Lacs. Till kommunen hörde också en del av orten Salavaux.